# Живой и невредимый
«Живо́й и невреди́мый» — второй концертный альбом российской панк-рок-группы «Наив». Записан 11 декабря 2003 года на концерте, посвящённом 15-летию группы, в скейтпарке «Адреналин» в Москве. Выпущен 10 октября 2004 года. Помимо группы «Наив» в концерте участвовало множество приглашённых музыкантов, в том числе бывшие участники группы.

## Список композиций
1. «Я спокоен!» - 03:15
2. «Думаешь нет — говоришь да!» - 03:15
3. «Мы — идиоты!» - 03:05
4. «Straight Edge» - 02:02
5. «Не хочу!» - 02:36
6. «Вася (feat Денис «Пит» Петухов и Руслан «Ступ» Ступин)» - 03:30
7. «Я ложусь спать (Пошли все в жопу) (feat Денис «Пит» Петухов и Руслан «Ступ» Ступин)» - 03:39
8. «Drug Song (feat Денис «Пит» Петухов и Руслан «Ступ» Ступин)» - 05:28
9. «Рок (feat Рустам Кулибеков, Дима «Рыба» Соболев и Дима Добрый)» - 03:32
10. «Пропаганда и реклама (feat Дмитрий «Судзуки» Судзиловский и Сергей «Пупок» Дидяев)» - 03:22
11. «Утро (feat Слава «Дацент» Бирюков)» - 02:58
12. «Жажда приключений» - 02:47
13. «Не могу забыть тебя» - 02:29
14. «Я не шучу» - 03:08
15. «Суперзвезда» - 04:50

Студийные бонус-треки:
1. «А в цеху его нет» - 02:10
2. «Сэ-ля-ви (feat Тутта Ларсен и Ксения «Ксю» Сидорина)» - 03:52
3. «Сила ночи — сила дня» - 02:50
4. «Один день» - 04:13

## Участники записи
Группа «Наив»
- Александр «Чача» Иванов - вокал (1 - 8, 12 - 15)
- Дмитрий «Snake» Хакимов - ударные
- Николай Богданов - бас-гитара (1 - 5, 9 - 15)
- Александр «Голый» Голант - гитара (1 - 5, 10 - 15)

Приглашённые музыканты
- Илья Спирин - гитара (1 - 5, 9 - 15)
- Денис «Пит» Петухов - бас-гитара (6 - 8)
- Руслан «Ступ» Ступин - гитара (6 - 8).
- Рустам Кулибеков, Дмитрий «Рыба» Соболев - вокал (9)
- Дмитрий Добрый - гитара (9)
- Дмитрий «Судзуки» Судзиловский, Сергей «Пупок» Дидяев - вокал (10)
- Антон «Пух» Павлов - вокал (песня «Героин» - в альбоме не указано)
- Вячеслав «Дацент» Бирюков - вокал (11)
- Тутта Ларсен, Ксения «Блондинка Ксю» Сидорина - вокал (17)